# Мути-Пајро (Месина)
Мути-Пајро је насеље у Италији у округу Месина, региону Сицилија.
Према процени из 2011. у насељу је живело 46 становника. Насеље се налази на надморској висини од 133 м.